# 微体化石

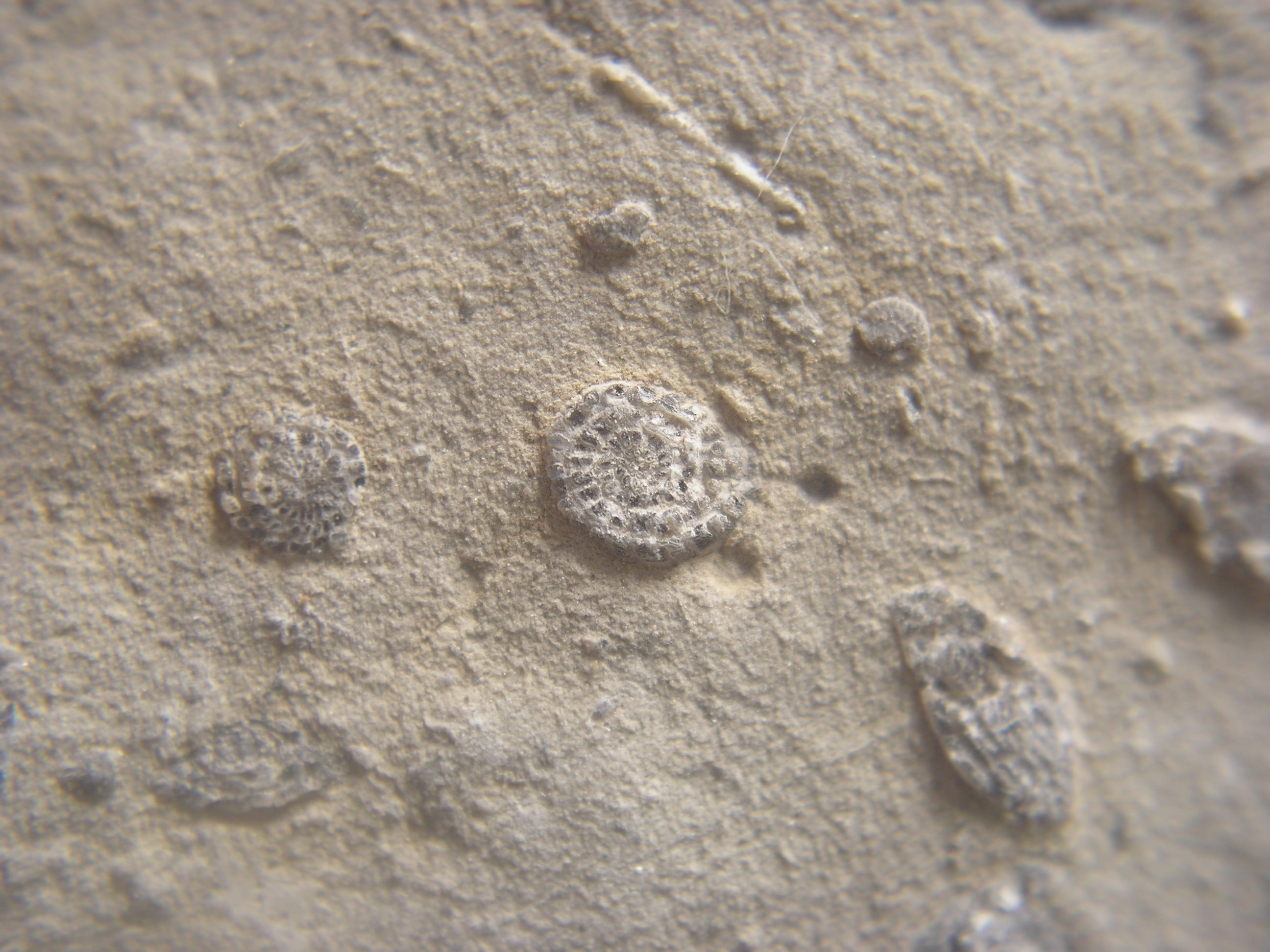
微体化石 (约 1 mm)。

微体化石是各地质时代沉积岩层中所保存的微小古生物化石，是微体古生物学主要的研究对象。微体化石可以作为地层学中划分地层、进行地质年代研究的重要依据，也可作为推断古环境和恢复古地理的标志。微体化石一般为毫米级，另外把微米级的化石称为超微化石。

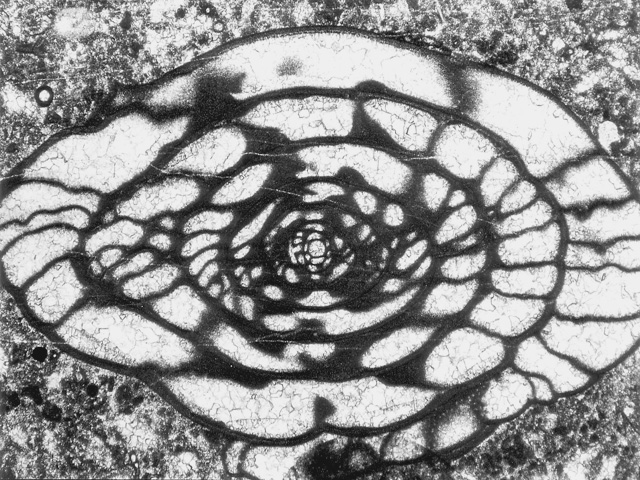
䗴亚目
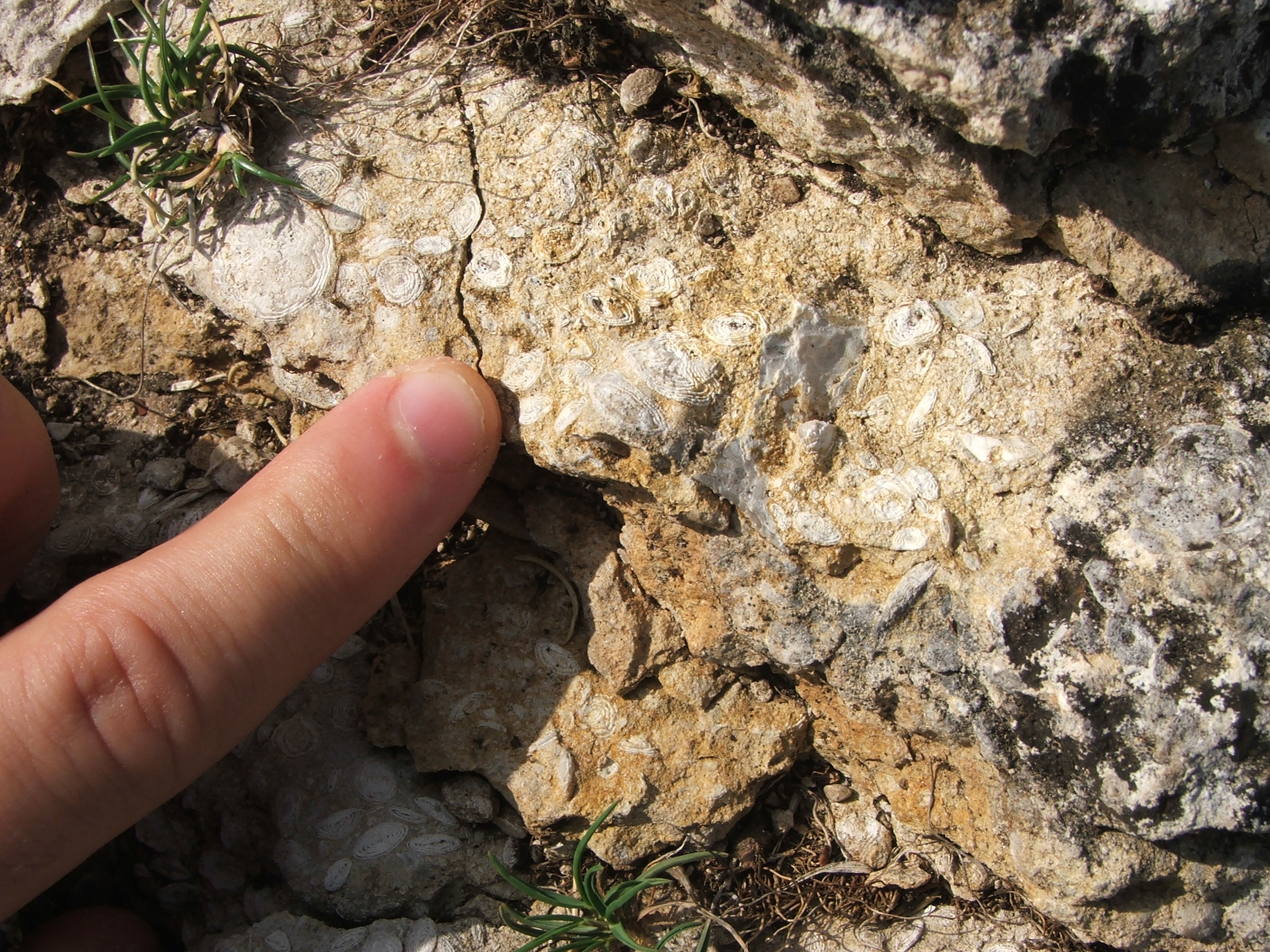
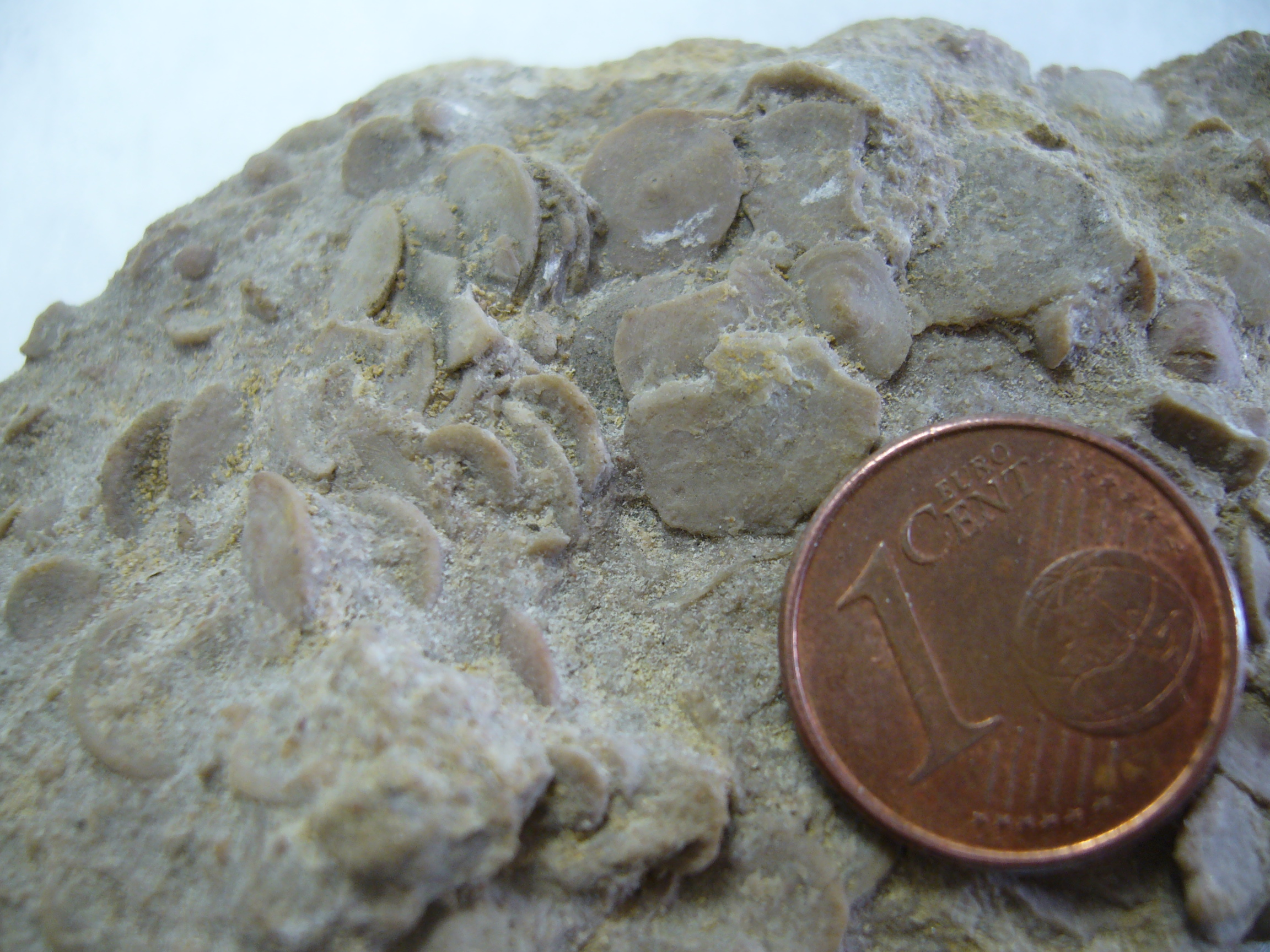
圆片虫